# Принцип удовольствия (телесериал)
«Принцип удовольствия» (пол. Zasada przyjemności; чеш. Princip slasti; укр. Принцип насолоди) — криминальный телесериал совместного производства Чехии, Польши и Украины, созданный польским режиссёром Дариушем Яблонским в 2019 году. Сценарий написал Мацей Мацеевский, известный по работе над сериалом «Мент» (пол. Glina) Владислава Пасиковского. Главные роли исполнили Малгожата Бучковская, Карел Роден и Сергей Стрельников.
Украинская часть первого сезона была спродюсирована при поддержке Министерством культуры Украины, её бюджет составил 25 миллионов гривен.
В октябре 2019 стало известно, что готов сценарий второго сезона.

## В ролях
= Главная роль в сезоне
     = Второстепенная роль в сезоне
     = Гостевая роль в сезоне
     = Не появляется

### Основной состав
| Актёр                | Персонаж                                    | Страна         | Появление в сезонах | Появление в сезонах | Появление в сезонах | Появление в сезонах |
| Актёр                | Персонаж                                    | Страна         | 1                   | 2                   | Эпизоды             |                     |
| -------------------- | ------------------------------------------- | -------------- | ------------------- | ------------------- | ------------------- | ------------------- |
| Малгожата Бучковская | Мария Соколовская, старший комиссар полиции | Польша         | 10                  |                     | 10                  |                     |
| Карел Роден          | Виктор Сайферт, комиссар полиции            | Чехия          | 10                  |                     | 10                  |                     |
| Сергей Стрельников   | Сергей Франко, капитан полиции              | Украина        | 10                  |                     | 10                  |                     |
| Роберт Гонера        | Юзеф Кравец, подкомиссар, помощник Марии    | Польша         | 10                  |                     | 10                  |                     |
| Давид Чупринский     | Марек Мельник, аспирант-криминалист         | Польша         | 9                   |                     | 9                   |                     |
| Всего эпизодов       | Всего эпизодов                              | Всего эпизодов | 10                  | TBA                 | 10                  |                     |

### Второстепенный состав
| Актёр             | Персонаж                                          | Страна         | Появление в сезонах | Появление в сезонах | Появление в сезонах | Появление в сезонах |
| Актёр             | Персонаж                                          | Страна         | 1                   | 2                   | Эпизоды             |                     |
| ----------------- | ------------------------------------------------- | -------------- | ------------------- | ------------------- | ------------------- | ------------------- |
| Анна Гейслерова   | Даниэла Хегерова, прокурор                        | Чехия          | 7                   |                     | 7                   |                     |
| Мирослав Бака     | Мариуш Возняк, старший инспектор                  | Польша         | 6                   |                     | 6                   |                     |
| Станислав Боклан  | Артём Ефремов, начальник отделения полиции Одессы | Украина        | 5                   |                     | 5                   |                     |
| Стипе Эрцег       | Антон Фрид, фотограф                              | Германия       | 3                   |                     | 3                   |                     |
| Пётр Махалица     | Густав, патологоанатом                            | Польша         | 3                   |                     | 3                   |                     |
| Уршула Грабовская | Ванда Бронишова                                   | Польша         | 3                   |                     | 3                   |                     |
| Зузана Фиалова    | Карла Сова                                        | Чехия          | 3                   |                     | 3                   |                     |
| Юлия Венява       | Наталия                                           | Польша         | 2                   |                     | 2                   |                     |
| Вадим Набоков     | Чернявский                                        | Украина        | 2                   |                     | 2                   |                     |
| Дорота Сегда      | Барбара                                           | Польша         | 1                   |                     | 1                   |                     |
| Всего эпизодов    | Всего эпизодов                                    | Всего эпизодов | 10                  | TBA                 | 10                  |                     |

## Награды и номинации
- 2020 — Статуэтка PLATINUM REMI AWARD в номинации TV Mini — Series Международного кинофестиваля WorldFest-Houston[7].

## Реакция на Украине
В июле 2019 года в украинских медиа разразился сканадал, так как большая часть персонажей-одесситов говорят на русском языке. Журналистка Лена Чичерина пожаловалась в своём Facebook'е, что деньги украинских налогоплательщиков идут на сериал для русскоязычной аудитории.